# Wielocierń
Wielocierń, liścień (Polycentrus schomburgkii) – endemiczny gatunek słodkowodnej ryby okoniokształtnej z rodziny Polycentridae. Jedyny przedstawiciel rodzaju Polycentrus Müller and Troschel, 1849. Bywa hodowany w akwariach.

## Występowanie
Zasiedla rzeki Ameryki Południowej w Brazylii, Gujanie, Surinamie, Wenezueli, oraz na wyspie Trynidad.

## Taksonomia
Gatunek był przypisywany był przez niektórych badaczy do rodziny Nandinae.

## Charakterystyka
Wysokie i bocznie spłaszczone ciało z wyglądu przypominające kształt liścia. Barwa ciała jest zmienna zależna od nastroju, podniecenia. Kolor szary poprzez żółtobrązowy do nawet czarnego, na jego tle połyskuje srebrzysto deseń złożony z pasm i plamek. Płetwa grzbietowa uzbrojona w kolczaste wyrostki ciemnobrązowooliwkowe z lekkim niebieskawym połyskiem, Płetwa ogonowa podobna. W części zaskrzelowej widniej eostry, mocny kolec, pysk uzbrojony w zęby. Płetwa brzuszna jest wydłużona i zielonkawa z żółtym obrzeżem.
Ryba spokojna lecz drapieżna, szczególnie w okresie poza tarłem. Poluje wieczorem i wczesną nocą. Dorasta do 6–8 cm długości, samica mniejsza.

## Dymorfizm płciowy
Samce w okresie godowym są ciemniejsze i bardziej kontrastowo ubarwione, samice mają barwę jasnobrunatną, w partii brzusznej zaokrąglone.

## Warunki w akwarium
| Zalecane warunki w akwarium | Zalecane warunki w akwarium               |
| --------------------------- | ----------------------------------------- |
| Zbiornik                    | średni do dużego                          |
| Temperatura wody            | 22-26°C                                   |
| Twardość wody               | średnia do twardej                        |
| Skala pH                    | 6.0-7.0                                   |
| pokarm                      | wyłącznie żywy (ryby, robaki, owady)      |
| Uwagi                       | konieczna segregacja narybku (kanibalizm) |

## Wymagania hodowlane
Akwarium z aranżacją umożliwiającą ukrywanie się (gąszcz roślin, skały, groty, korzenie), gdzie przebywa za dnia. Chętnie przebywa wśród roślin z rodzajów: Cryptocoryne, Sagittaria, Echinodorus, Marsilea oraz Ceratopteris.

## Rozmnażanie
Tarło przebiega w grocie lub wcześniej przygotowanej do tego celu doniczki. Ikra składana jest na ściankach w ilości do 600 sztuk ziaren. Tarlaki potrafią z braku innej możliwości składać ikrę po brzusznej stronie szerokiego liścia. Opiekę nad ikrą przejmuje samiec, który wylęga się po okresie 7-8 dni. Wymagają tylko żywego pokarmu oraz obowiązkowej segregacji według wielkości, gdyż możliwa jest wewnętrzna agresja połączona z kanibalizmem.